# Peștera Alepotrypa
Peștera Alepotrypa este un sit arheologic în regiunea Mani din peninsula Peloponez. Pe lângă faptul că a fost locuită de primii fermieri, acest sit a fost folosit pentru înmormântări și scopuri cultice. Dovezile arheologice au dezvăluit că acesta este unul dintre cele mai mari situri de înmormântare neolitice găsite vreodată în Europa. Două schelete umane adulte au fost găsite în sit, dintr-o înmormântare datând din mileniul al IV-lea î.Hr., precum și rămășițe de la cel puțin 170 de persoane separate. Arheologii sunt incerți cu privire la semnificația unui osuar micenian, care a fost datat în mileniul al II-lea î.Hr. și pare să fi fost reîngropat la Alepotrypa. Deși nu există dovezi directe, este posibil ca osuarul să lege Alepotrypa de Tenar, care era considerat intrarea în Hades în mitologia clasică.

## Prezentare generală
Peștera Alepotrypa (în greacă Αλεπότρυπα, însemnând literal „Gaura Vulpii”, un cuvânt foarte comun pentru a descrie o peșteră unde trăiește o vulpe) este una dintre peșterile Diros situate în regiunea Mani din peninsula Peloponez. Peninsula Mani este alcătuită în principal din roci carbonatice mezozoice, cum ar fi calcarul, care se erodează ca rezultat al condițiilor hidrogeologice de pe peninsulă și formează peșteri carstice precum Alepotrypa. Studiul stalagmitelor peșterii a oferit informații despre activitățile umane din peșteră și despre variațiile climatice. Prin studierea variațiilor oligoelementelor, Meighan Boyd a reușit să găsească dovezi ale anumitor activități umane în peșteră, cum ar fi arderea bălegarului de animale. De asemenea, a reușit să confirme și să dateze mai multe perioade de secetă.
Pe lângă faptul că este unul dintre cele mai vechi situri locuite cunoscute din regiunea sudică a Peloponezului, Peștera Alepotrypa este, de asemenea, unul dintre cele mai mari situri de înmormântare neolitice din Europa. Înmormântările din peșteră datează între 6000 și 3200 î.Hr., iar arheologii au găsit oase aparținând a cel puțin 170 de persoane diferite. Două schelete umane adulte au fost găsite în sit, datând din mileniul al IV-lea î.Hr., împreună cu un osuar micenian despre care arheologii cred că datează din mileniul al II-lea î.Hr.
Așezarea a fost abandonată în jurul anului 3200 î.Hr., după ce un cutremur catastrofal a cauzat daune extinse care au blocat intrarea peșterii. Descoperirile din peșteră au fost bine conservate datorită intrării sigilate a peșterii și lipsei de activitate umană în zonă. Situl a fost amenințat de lucrări de construcție private între 1958 și 1970, dar Ministerul Culturii din Grecia a anulat „exploatarea turistică” a sitului. Săpăturile conduse de Giorgos Papathanassopoulos au început în 1970, dar au fost amânate până în 1978 din cauza complicațiilor politice din Grecia. Situl a fost excavat între 1978 și 2005, după care proiectul a fost în mare parte pus în așteptare din cauza lipsei de finanțare. În 2010 a fost fondat Proiectul Regional Diros pentru a efectua un studiu regional, în timp ce echipa de excavare Alepotrypa a început să-și pregătească descoperirile pentru publicare. Materiale din Neoliticul Târziu (LN) au fost găsite în peșteră, dar începând cu 2013 echipa de studiu a găsit doar materiale datând din Neoliticul Final (FN) în zonele în aer liber din apropiere.

## Arheologie
În timpul neoliticului, peștera însăși a servit drept loc de înmormântare, în timp ce fermierii locuiau într-un sat mare în afara peșterii. Pe baza dovezilor găsite în sit, arheologii cred că primii fermieri care au locuit această zonă mâncau în principal orz și grâu și sugerează că rănile non-letale la cap găsite pe cranii pot indica confruntări violente. Înmormântarea primară, incinerarea și înmormântarea secundară sunt toate reprezentate în sit, care a fost folosit și pentru adăpost și depozitare. S-au găsit și dovezi ale practicilor cultice, inclusiv capul unui idol de marmură de tip stalagmită.
Alte descoperiri din săpături includ obiecte din piatră, ceramică și vase de lut din Neoliticul Târziu, bijuterii și arme. S-au găsit ceramică pictată și incizată, mărgele din scoici, topoare de piatră și un vârf de săgeată complet din silex, alături de lame și așchii de obsidian din Milos. Bijuteriile de argint găsite în sit sugerează că zona era bogată, deoarece argintul era extrem de rar în Europa epocii bronzului și neoliticului. La situl Alepotrypa a fost găsit și un topor rar din cupru timpuriu, despre care cercetătorii cred că poate fi datat în perioada Neoliticului Final. Paul Cartledge scrie că „aparent nu a existat o fază calcolitică de tranziție în Peloponez” și adaugă că uneltele de cupru găsite în Peștera Alepotrypa „oferă o tranziție convenabilă” către epoca Heladică Timpurie.

## Comparații cu Hades
Tradiția mitologică spune că exista o intrare în domeniul subpământean al zeului grec al morții Hades în situl apropiat Tainaron, iar arheologii care lucrează la săpături cred că este posibil ca memoria culturală a sitului de înmormântare de la Alepotrypa să fi devenit asociată cu Tainaron până în perioada clasică. Arheologii au speculat că un osuar micenian ulterior, datând din 1300 î.Hr., ar fi putut fi adus la sit pentru reînhumare în timpul epocii bronzului târziu. O posibilă explicație oferită de excavatorul principal Giorgos Papathanassopoulos este că persoanele care au locuit acest sit au luat cu ele memoria culturală a unui tărâm subteran unde erau înmormântați morții. Anastasia Papathanasiou, co-director al săpăturilor de la Diros, a adăugat că „nu există dovezi directe, dar nu putem exclude această posibilitate”.